# 新鲨齿鲸属
新鲨齿鲸属是一种已灭绝的鲸类動物，生存于中新世的歐洲。